# Jasenovi Potoci
Jasenovi Potoci (en serbe cyrillique : Јасенови Потоци) est un village de Bosnie-Herzégovine. Il est situé dans la municipalité de Mrkonjić Grad et dans la république serbe de Bosnie. Selon les premiers résultats du recensement bosnien de 2013, il compte 103 habitants.

## Géographie
Près du village se trouve l'une des sources de la rivière Sana, un affluent de l'Una.

## Démographie

### Évolution historique de la population dans la localité
| 1948 | 1953 | 1961 | 1971 | 1981 | 1991 | 2013 |
| ---- | ---- | ---- | ---- | ---- | ---- | ---- |
| -    | -    | 854  | 618  | 475  | 284, | 103  |

|  |